# Adygejska Autonomiczna Socjalistyczna Republika Radziecka
Adygejska Autonomiczna Socjalistyczna Republika Radziecka, Adygejska ASRR – republika autonomiczna w Związku Radzieckim, wchodząca w skład Rosyjskiej Federacyjnej Socjalistycznej Republiki Radzieckiej.
Adygejska ASRR została utworzona tuż przed rozpadem ZSRR, 3 lipca 1991 r., kiedy to podniesiono rangę i poszerzono zakres adygejskiej autonomii, likwidując istniejący od 1922 r. Adygejski Obwód Autonomiczny i zastępując go Adygejską ASRR.
Republika istniała przez krótki okres i została rozwiązana na fali zmian i reform związanych z likwidacją Związku Radzieckiego i uzyskiwaniem suwerenności przez Rosję. Gdy po kilkumiesięcznym istnieniu Adygejska ASRR została zlikwidowana, w 1992 r. powołano zamiast niej autonomiczną Republikę Adygei, mającą status autonomicznej republiki rosyjskiej.
 Informacje nt. położenia, gospodarki, historii, ludności itd. Adygejskiej Autonomicznej Socjalistycznej Republiki Radzieckiej znajdują się w: artykule poświęconym republice Adygei, jak obecnie nazywa się podmiot Federacji Rosyjskiej, będący prawną kontynuacją Adygejskiej ASRR.